# Panatenee
Le Panatenee (in greco antico: Παναθήναια?, Panathénaia) erano le feste religiose più importanti dell'antica Atene, in onore della divinità protettrice della città, Atena (con l'appellativo di Poliàs, Poliade). Si tenevano il giorno della nascita della dea (il 28 del mese di Ecatombeone, corrispondente alla fine di luglio) e vi partecipavano tutti i cittadini liberi, comprese le donne.
Secondo la tradizione erano state istituite da Erittonio mitico re di Atene, o da Teseo, per celebrare il sinecismo dell'Attica sotto Atene.

## Organizzazione delle feste
Nel 566 a.C. Pisistrato riorganizzò la festa ed istituì ogni quattro anni, nel terzo anno dell'Olimpiade, le "Grandi Panatenee", di durata maggiore, che compresero anche con competizioni artistiche e sportive. Le "Piccole Panatenee" avevano invece cadenza biennale.
Le feste Panatenee duravano nove giorni:
- nei primi tre si celebravano gli agoni musicali e letterari;
- seguivano tre giorni di gare ginniche e di gare di corse con i cavalli, i vincitori di questi agoni ricevevano un numero variabile di anfore (si poteva vincerne anche cento) colme di olio proveniente dagli uliveti sacri, con l'effigie da una parte della Dea e dell'altra una rappresentante l'attività della gara;
- al settimo giorno si eseguivano le danze pirriche (πυρρίχη) che simulavano ritmicamente, al suono dei flauti, un attacco in armi, quindi si svolgeva una lampadedromia (λαμπαδηδρομία), ovvero una gara di corsa con le torce che terminava con la veglia notturna (παννυχίς) nella quale si eseguivano canti e danze;
- all'alba dell'ottavo giorno si muoveva l'imponente processione cittadina che dal Ceràmico saliva verso l'Acropoli, recando il nuovo peplo, ricamato dalle nobili fanciulle ateniesi (ἐργαστῖξαι), da far indossare alla statua della Dea, processione che terminava con un grande sacrificio di oltre cento bestie, tra buoi e pecore, la cui carne era distribuita alla cittadinanza;
- il nono e ultimo giorno era dedicato a una gara navale.

Il mese di Hekatombaión è presente anche nei calendari di Delo, Nasso e Smirne.

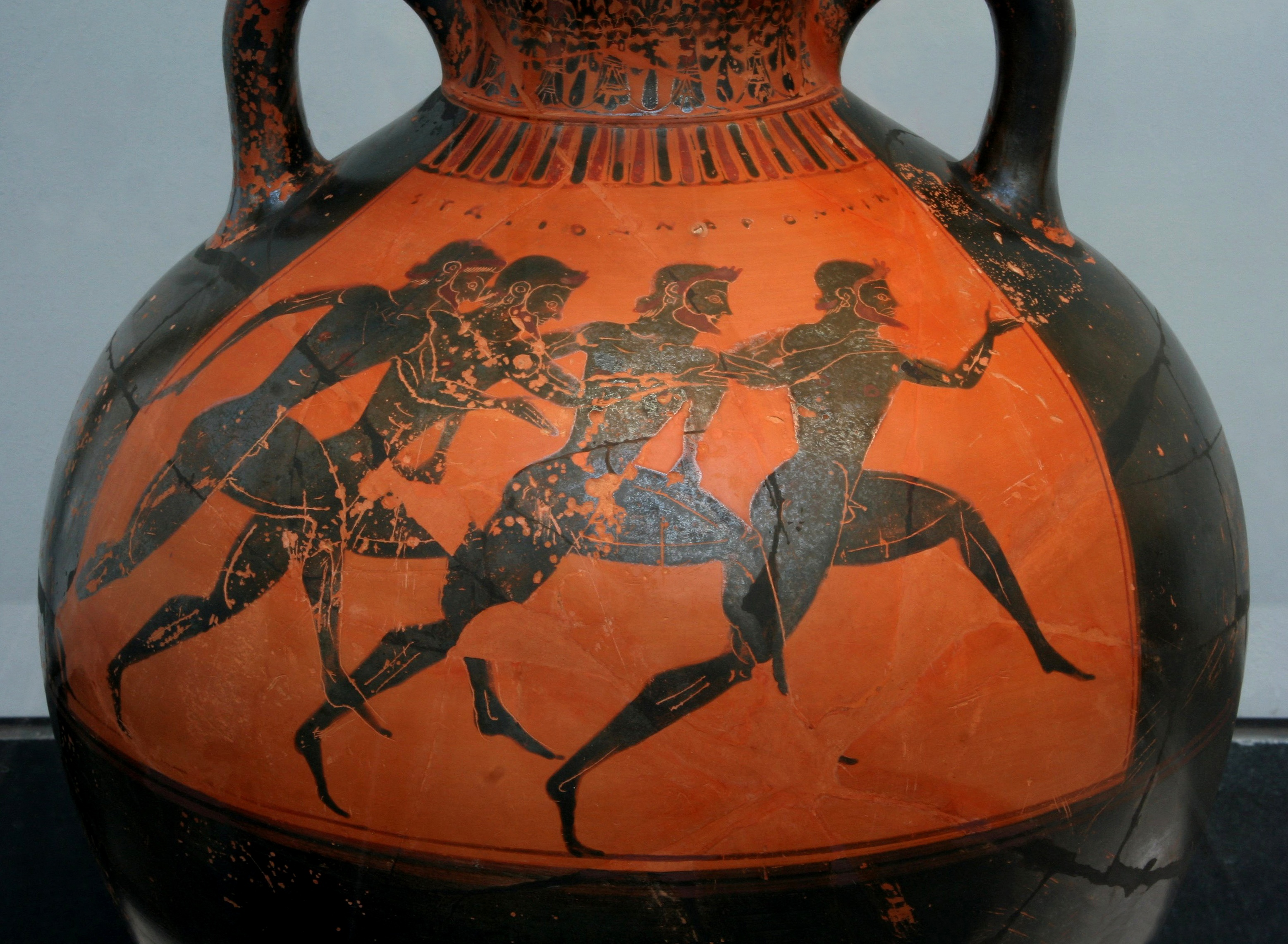
Anfora panatenaica in cui è illustrata la gara di corsa delle feste Panatenee del 530 a.C. Queste anfore contenevano l'olio sacro proveniente dagli uliveti sacri, premio per il vincitore. Un lato dell'anfora illustra la gara, nell'altro è disegnata l'effige della dea Atena a cui era dedicata la festività.

## Processione panatenaica
La processione panatenaica, che avveniva solo in onore delle Grandi Panatenee, portava il dono di un peplo  tessuto dalle ateniesi nobili (Ergastìne) e ricamato con episodi della Gigantomachia.
La processione si radunava prima dell'alba nei pressi della porta del Dipylon, attraversava l'agorà e attraverso la via Panatenaica giungeva all'Acropoli, dove potevano entrare solo i cittadini ateniesi. La processione passava quindi davanti al Partenone e si fermava al grande altare di Atena.
Il rito comprendeva sacrifici, tra cui un'ecatombe.
La processione è raffigurata nel fregio disposto sui muri esterni della cella del Partenone, scolpito da Fidia e dai suoi aiutanti. Vi sono rappresentati alla partenza gli ipparchi e il keryx o araldo, gruppi di cavalieri che si stanno preparando o sono colti in corsa per la gara che si svolgeva durante la processione. A questi seguono le quadrighe, tra le quali si svolgeva pure una gara, nell'ultimo tratto della quale un oplita con armatura doveva scendere e correre a fianco del carro in accordo con l'andatura dei cavalli. Segue quindi la processione vera e propria (pompé) con gli animali per i sacrifici, portatori di offerte, suonatori e le canefore che portavano il peplo e vasi per libagioni.

## Giochi panatenaici
I giochi comprendevano diverse tipologie di competizioni sportive, i cui vincitori ricevevano in premio olio prodotto dallo stato con gli ulivi sacri ad Atena, contenuto in un certo numero di anfore, dette appunto "anfore panatenaiche" dipinte con soggetti relativi alla gara vinta.
I giochi comprendevano gare sportive aperte a tutti i Greci, sostanzialmente le stesse presenti nei giochi olimpici, di cui la più importante era la corsa dei carri, e giochi tradizionali riservati ai soli ateniesi, tra cui una corsa con le fiaccole che si svolgeva la notte prima della processione sul percorso dal Pireo all'Acropoli di Atene.
Comprendevano inoltre concorsi poetici e musicali, tra cui una declamazione completa dei poemi omerici nella quale si alternavano diversi rapsodi. Uno dei vincitori era intorno al 250 a.C. Nicocle di Taranto.